# Europa Universalis II
Europa Universalis II – komputerowa strategiczna gra czasu rzeczywistego osadzona w realiach epoki nowożytnej, wyprodukowana przez szwedzkie przedsiębiorstwo Paradox Entertainment i wydana w 2001 roku przez Strategy First. Jest to kontynuacja gry Europa Universalis z 1999 roku i druga część serii Europa Universalis. Jej akcja toczy się w latach 1419–1820, a gracz wciela się w niej w rolę przywódcy wybranego przez siebie państwa z tego okresu. 
Do licznych zadań stawianych przed graczem należy rozwój kierowanego państwa, odbywający się poprzez kolonizację, odkrywanie nowych ziem, rozwijanie technologii, infrastruktury i handlu, a także kierowanie dyplomacją oraz armią. W stosunku do poprzedniej części serii wprowadzone zostały liczne poprawki w zakresie ustalania polityki wewnętrznej państwa, dyplomacji oraz kwestii religii. 
Europa Universalis II została pozytywnie odebrana przez krytyków ze względu na złożoność rozgrywki oraz zmiany względem pierwszej części serii, aczkolwiek krytykowano ją za błędy techniczne i przeciętną oprawę audiowizualną. W 2007 roku ukazała się jej bezpośrednia kontynuacja pod nazwą Europa Universalis III, natomiast w 2009 roku – For the Glory, powstała w oparciu o jej nieoficjalną modyfikację.

## Rozgrywka
Europa Universalis II jest strategiczną grą czasu rzeczywistego, w której gracz na bieżąco steruje wybranym przez siebie państwem. Akcja gry toczy się w latach 1419–1820; możliwe jest rozpoczęcie rozgrywki od jednej z ustalonych przez grę dat w ramach kampanii. Gracz może wybrać jedną z proponowanych przez grę nacji lub też samodzielnie dokonać wyboru dowolnego ze 140 państw w niej występujących. Rozgrywka toczy się na dwuwymiarowej mapie podzielonej na prowincje. Każda z nich ma odrębną kulturę, co wywiera wpływ na zachowanie mieszkańców ziem podbitych przez państwo propagujące inną kulturę.
Gracz w Europie Universalis II wciela się w zarządcę wybranego państwa. W trakcie rozgrywki zmieniają się jego poszczególni władcy historyczni, różniący się między sobą umiejętnościami dyplomatycznymi, administracyjnymi i wojskowymi. Wymusza to stosowanie różnych strategii zarządzania nacją w zależności od zdolności danego władcy. Gracz może ustalać też dystrybucję dochodów uzyskiwanych z podatków oraz handlu; są one przeznaczane albo na rozwój poszczególnych technologii (lądowej, morskiej, w dziedzinie infrastruktury i handlu), albo na odbudowę zaburzonej stabilności kraju (która wpływa na prawdopodobieństwo wystąpienia buntów przeciwko władcy), albo trafiają do skarbca. Zgromadzone w nim pieniądze można przeznaczyć na rozbudowę utrzymywanej armii i floty, ustanawianie nowych urzędów w poszczególnych prowincjach (co powoduje wzrost podatków) oraz budowanie manufaktur przyspieszających rozwój technologiczny państwa. Gospodarkę kraju gracz może rozwijać również poprzez wysyłanie kupców do centrów handlu, co przynosi dodatkowe zyski, a także przez kolonizację zamorskich terenów.
Znaczącą rolę odgrywa w Europie Universalis II dyplomacja. Gracz przy jej użyciu może dokonywać pokojowej ekspansji poprzez zawieranie królewskich mariaży, wasalizację innych państw oraz ich pokojową aneksję. Do dyspozycji gracza oddane są również środki wręcz przeciwne – stosowanie obelg pogarszających stosunki dyplomatyczne, nakładanie embarga handlowego czy też wypowiadanie wojny. Walka, tak jak w pierwszej części serii, jest częścią rozgrywki, na którą gracz nie ma znaczącego wpływu. Gracz może rozbudować armię, podzieloną na piechotę, kawalerię i artylerię, oraz flotę dzielącą się na okręty wojenne, galery oraz transportowce. Jako że oddziały podczas bitew nie podlegają bezpośredniej kontroli gracza, na wynik starcia mają wpływ umiejętności dowódcy oddziału i władcy, morale wojsk czy też po prostu ich liczebność. 
Elementem urozmaicającym rozgrywkę są wydarzenia, które wpływają na dalszy przebieg gry. Dzielą się one na losowe, które mogą ułatwić lub utrudnić rozgrywkę, oraz historyczne, które pojawiają się we właściwym okresie historycznym. W stosunku do Europy Universalis te ostatnie uległy modyfikacjom, co umożliwiło graczowi wybór spośród kilku różnych możliwości – na przykład podczas Wojny Dwóch Róż gracz może się opowiedzieć po stronie Lancasterów lub Yorków.
Osobną kwestię stanowi tryb gry wieloosobowej, obsługujący rozgrywkę przez sieć lokalną (w chwili wydania także Internet w ramach serwisu Valkyrie.net, już nieaktywnego). Wówczas część krajów sterowanych przez komputer zostaje oddana pod opiekę poszczególnych graczy.

### Cel gry
Istnieją cztery różne cele gry w zależności od tego, który z nich gracz wybierze przy ustawianiu rozgrywki. Pierwszy wariant rozgrywki to Standard, w którym gracz ma za zadanie zdobycie największej liczby punktów zwycięstwa spośród wszystkich państw; są one otrzymywane między innymi za wygrywanie bitew oraz wojen, zawieranie korzystnych układów dyplomatycznych oraz odkrywanie nowych terenów do kolonizacji. Drugą opcją jest Zwierzchnictwo, które wykazuje podobieństwa do Standardu, z tym że wygrywa państwo, które uzyskało najszybciej określoną liczbę punktów zwycięstwa. Trzeci wariant rozgrywki to Ekspansja; zwycięstwo odnosi w nim państwo, które podbiło określoną liczbę prowincji. Ostatnią opcją rozgrywki jest Misja, w której wygrywa gracz, który wykonał najszybciej misję wylosowaną przez komputer.

### Zmiany w stosunku do poprzedniej części serii
W stosunku do poprzedniej części serii wprowadzono liczne zmiany wpływające na rozgrywkę. Między innymi czas akcji gry rozszerzono o ponad sto lat, co pozwala na rozegranie ostatniej fazy wojny stuletniej czy wojen napoleońskich, dodano też możliwość samodzielnego wyboru sterowanego państwa przez gracza (poprzednio mógł on sterować jedynie proponowaną przez grę nacją). Mapa, na której toczy się akcja gry, została również podzielona na większą liczbę prowincji. 
Gracz dostał możliwość zmiany polityki wewnętrznej państwa i wprowadzania reform. Na przykład może w ten sposób ustalić, czy państwo położy nacisk na rozbudowę armii, czy floty; czy zastosować doktrynę wolnego handlu, czy promować handel wewnętrzny; lub też czy utrzymać stosunek poddańczy, czy wspierać wolność osobistą chłopów. Każda zmiana powoduje utratę punktu stabilności i może zostać dokonana jedynie co 10 lat. Łącznie gracz ma możliwość modyfikacji ośmiu aspektów polityki wewnętrznej państwa.
Zmodyfikowano również dyplomację w grze. W Europie Universalis II gracz stracił możliwość aneksji europejskich państw po zajęciu ich wszystkich terytoriów; możliwość ta pojawia się jedynie wtedy, gdy pokonana nacja zajmuje tylko jedną prowincję. Ponadto gracz może zmusić państwa, które przegrały wojnę, do zezwolenia na przejście swoich wojsk przez ich terytorium, a nawet do ich przymusowej wasalizacji; wśród dodanych opcji dyplomatycznych znajdują się również ostrzeżenie danego kraju przed atakiem na któregoś z sąsiadów lub udzielenie gwarancji niepodległości któremuś państwu, co skutkuje casus belli wobec agresora atakującego państwo objęte gwarancją. Sztuczna inteligencja stała się też bardziej nieprzewidywalna – kierowane przez komputer nacje potrafią w każdej chwili uderzyć na gracza w niekorzystnej dla niego sytuacji. Zmiany w aspekcie wojennym dotyczą możliwości zakupienia przez gracza wojsk najemnych oraz opłacenia korsarzy grasujących na wybranym obszarze morskim.
Rozbudowie uległ także wątek religii w grze. W poprzedniej części serii gracz może radzić sobie z buntami wywoływanymi przez innowierców tylko poprzez przesuwanie suwaków determinujących tolerancję religijną. W Europie Universalis II pojawili się misjonarze, których gracz może wysyłać do prowincji wyznających inną religię, co może spowodować nawrócenie innowierczych poddanych. Gracz po uiszczeniu odpowiedniej opłaty może ogłosić się także obrońcą wiary, zyskując casus belli przeciwko wszystkim państwom wyznającym inną religię. W drugiej części serii pojawiły się też nowe religie wschodnie: buddyzm, konfucjanizm i hinduizm.

## Produkcja
Europa Universalis II została stworzona przez szwedzki zespół Paradox Development Studio należący do przedsiębiorstwa Paradox Entertainment (obecnie Paradox Interactive). Jej głównym projektantem oraz programistą został Johan Andersson, pracujący przy pierwszej części serii. Pierwsze informacje o pracach nad kontynuacją Europy Universalis zostały opublikowane w lipcu 2001 roku; wydawca gry, Strategy First, oprócz zmian w rozgrywce zapowiedział dołączenie edytora scenariuszy. Producent gry, Gustaf Magnuson opisywał ją jako rozwinięcie już istniejących elementów pierwszej części, bez wprowadzania drastycznych zmian. Prace nad Europą Universalis II zostały zakończone 1 listopada 2001 roku, kiedy została ona wysłana do tłoczni, a 15 listopada gra ukazała się w sklepach amerykańskich. Premiera w Polsce oficjalnie odbyła się 12 grudnia 2001 roku w dystrybucji CD Projektu, aczkolwiek do sklepów polskich gra dotarła dwa dni później; w polskim wydaniu dodatkowo znalazł się przedruk XVI-wiecznej mapy Europy.

## Odbiór gry
Europa Universalis II otrzymała głównie przychylne recenzje krytyków, którzy polecali ją graczom jako godną zainteresowania. Średnia ocen wystawionych przez krytyków wyniosła odpowiednio 84% (według agregatora GameRankings) oraz 87% (według Metacritic).
Różnie oceniano znaczenie nowości w mechanizmie gry. Wątpliwości co do uznania Europy Universalis II za pełnoprawnego sequela oryginalnej gry miała redakcja portalu IGN, zarazem wskazując jednak na bardziej dokładne ukazanie sieci powiązań między państwami. Redaktor pisma „Computer Games Magazine”, Tom Chick twierdził, iż zmiany w stosunku do poprzedniej części serii nie są widoczne gołym okiem i sprowadzają się do zestawu nowych opcji. Odmiennego zdania był Przemysław Bartula ze strony Gry-Online, uznając poprawki za znaczące dla przebiegu rozgrywki. Również Sam Parker z witryny GameSpot ocenił nawet drobne zmiany jako silnie wpływające na strategię, jaką musi kierować się gracz.
Opinie dotyczące samej rozgrywki były ogólnie pozytywne. Redakcja portalu IGN chwaliła fakt, iż wokół państwa gracza wiele się dzieje dzięki kierowaniu przez komputer pozostałymi krajami, a także rozszerzenie zakresu możliwości gracza; negatywnie ocenił natomiast niezmienioną w stosunku do poprzedniej części kwestię walki. Parker docenił zbliżenie gry do realiów historycznych dzięki systemowi wydarzeń (choć Chick doszedł do odwrotnego wniosku), a także poprawę samouczka wprowadzającego nowych graczy w tajniki rozgrywki. Kwestia techniczna Europy Universalis II jednak nie wzbudzała już tak pozytywnych emocji. Choć interfejs Bartula ocenił jako „prosty i skuteczny”, Chick z kolei twierdził, iż wymaga on poprawek, między innymi w kwestii zarządzania flotą. Zdaniem Parkera zwiększenie rozdzielczości ekranu nie wpłynęło znacząco na poprawę wyglądu wizualnego gry, choć IGN bronił oprawę wizualną ze względu na specyfikę rozgrywki. Jakkolwiek niektórzy recenzenci chwalili występującą w grze muzykę klasyczną, zgodnie wskazywano również na liczne błędy techniczne w postaci nieładowania animacji czy awaryjnego wyłączania gry.

## Inne wydania
3 marca 2004 roku w państwach azjatyckich opublikowana została gra Europa Universalis II: Asian Chapters, która zawierała dodatkowe prowincje azjatyckie, a także nowy wygląd oraz wydarzenia historyczne lepiej odwzorowujące realia państw Azji.
Natomiast w Europie szczególną popularność zdobyła wykonana przez miłośników Europy Universalis II modyfikacja Alternative Grand Campaign / Event Exchange Project (AGCEEP), która wzbogacała grę o liczne wydarzenia historyczne zwiększające realizm rozgrywki oraz alternatywne kampanie. Na jej bazie studio Crystal Empire Games wykonało w 2009 grę For the Glory z poprawioną oprawą audiowizualną, dodatkowymi wydarzeniami, ulepszonym interfejsem oraz zwiększonym poziomem realizmu. Ukazała się ona 11 listopada 2009 roku w dystrybucji elektronicznej.